# 会社計算規則
会社計算規則（かいしゃけいさんきそく、平成18年2月7日法務省令第13号）は、会社法の規定により委任された会社の計算に関する事項を定めた法務省令で、会社法における会計部分の基幹を成すものである。